# Jeanne Birdsall
Œuvres principales
The Penderwicks
Jeanne Birdsall (née en 1951) est une photographe et écrivaine américaine de livres pour enfants. Elle est surtout connue pour sa série en cinq volumes sur la famille Penderwick. The Penderwicks, le premier livre de la série, a remporté le National Book Award for Young People's Literature en 2005.

## Biographie

### Enfance et formation
Jeanne Birdsall naît à Philadelphie, en Pennsylvanie, et grandit en banlieue ouest de Philadelphie où elle fréquente des écoles publiques. Elle a une sœur de quatre ans son aînée.
Elle fréquente l'Université de Boston.

### Carrière
Elle décide de devenir écrivain à l’âge de dix ans, mais elle ne commencera à écrire qu’à quarante-et-un an. Elle occupe d'abord d'autres emplois pour subvenir à ses besoins, et est également photographe : certaines de ses œuvres font partie des collections permanentes de musées, dont le Smithsonian American Art Museum et le Philadelphia Museum of Art,,.
Elle publie son premier roman à l'âge de 54 ans. Les Penderwick, un conte racontant l'histoire des quatre sœurs Penderwick dans la ville fictive de Cameron, dans le Massachusetts, remporte le National Book Award 2005 et fait partie des best-sellers du New York Times,,. Elle écrit ensuite quatre autres livres de la même série : 
- The Penderwicks on Gardam Street (2008), qui fait également partie des best-sellers du New York Times, raconte la réaction des quatre sœurs lorsque leur père, veuf, commence à rencontrer d'autres femmes[1],[7] ;
- The Penderwicks at Point Mouette (2011) raconte les mésaventures des trois plus jeunes sœurs, de leur tante et de leur ami Jeffrey[8] ;
- The Penderwicks in Spring (2015) raconte les drames et les joies d'une grande famille recomposée, dont la naissance de la benjamine, Lydia[9] ;
- The Penderwicks at Last (2018), le dernier tome, se déroule dans les Berkshires, dans une grande et vieille maison appelée Arundel où l'aînée, Rosalind, doit être mariée à Tommy. Les quatre sœurs aînées sont entre la fin de l’adolescence et le début de la vingtaine. Le demi-frère Ben a seize ans. Lydia, bébé dans le tome 4, a onze ans[6],[10].

Son premier livre d'images, Flora's Very Windy Day, est illustré par Matt Phelan et édité par Clarion Books en août 2010. Il sera suivi de Lucky and Squash en 2012 et My Favorite Pets en 2016,.

### Vie privée
Elle vit avec son mari à Northampton, dans le Massachusetts.

## Œuvres

### Littérature
- The Penderwicks: A Summer Tale of Four Sisters, Two Rabbits, and a Very Interesting Boy (Alfred A. Knopf, 2005)
- The Penderwicks on Gardam Street (Knopf, 2008)
- Flora's Very Windy Day (Clarion/Houghton Mifflin, 2010), illustré par Matt Phelan
- The Penderwicks at Point Mouette (Knopf, 2011)
- Lucky and Squash (Harper/HarperCollins, 2012), illustré par Jane Dyer
- The Penderwicks in Spring (Knopf, 2015)
- My Favorite Pets: by Gus W. for Ms. Smolinski's Class (Knopf, 2016), illustré par Harry Bliss
- The Penderwicks At Last (Knopf, 2018)

### Photographie
- Musée d'art de Philadelphie[3]
- Musée d'art américain Smithsonian[4]